# インモラル・ミスター・ティーズ
『インモラル・ミスター・ティーズ』（The Immoral Mr. Teas）は、ラス・メイヤー監督が初の商業的成功を収めた1959年のアメリカ映画
謳い文句は「厚顔無恥なアダルト・フレンチ・コメディ!」

## 名前の由来
「Teas（ティーズ）」の名は「tease（じらす）」の同音異義語で、「tease」は巧妙な手段で相手を性的に興奮させるという意味合いも持つ。（通常は更にエロチックな状況に進展する事は拒絶する。）タイトルとなっている主人公は、メイヤーの軍隊時代の仲間で、メイヤーが運よく同音異義語の名前を利用できた、ビル・ティーズ Bill Teasにより演じられた。

## 時代背景
この映画が公開される以前は、顕著なヌードシーンのある映画は、アンダーグラウンドの（ひそかに製作され配給される）ポルノ映画か、「非合法に」配布される16mmの白黒映画か、専門映画館で公然と上映されたヌーディスト映画のみだった。

## 突破口
『インモラル・ミスター・ティーズ』は、ヘイズ・コード以前の時代以降、ヌーディズムの口実なしで女性の裸を表した最初の「アンダーグラウンドではない」アメリカ映画だった。初めて商業的に生き残ったアメリカの「ポルノ映画」であると看做されていて、「ヌーディー・キューティー映画（ヌードシーンを売りとする小品）」のジャンルを大衆化した。この映画は皮肉たっぷりなユーモアと、熟練した彫刻家や画家のそれに匹敵する、女体の美への敬意、賞賛を示す。
映画は一連の短いシーンから成っている。実際には、誰も裸ではない。観客はティーズ氏の視点と真に迫った想像力を通してヌードを見るだけである。ティーズ氏の精神構造は、(常に女性に限られる)ヌードを越えて広がっていく。ティーズ氏の想像力は基本的にシュールで、奇怪なシチュエーションに終わるものが多い。
『インモラル・ミスター・ティーズ』に登場するヌードは、ほぼ間違いなく現代のハリウッド成人向映画の尺度から見ると、全く注意をひかないと思われる。

## 典型的シーン
ティーズ氏はかかりつけの歯科医に予約を入れる。そして、不幸にも主要な臼歯を抜歯しなければならなかった。当然、歯科医は素晴らしく美しい、布の分量が控えめな服を身に付けた助手を従えている。鎮痛薬を注射され、ティーズ氏は豊かな想像の世界へと誘われる。その世界には、ごく単純な背景に歯科医と治療用の椅子とティーズ氏と助手だけが存在した。そして、助手の女性は全裸になっている。治療が終わり、歯科医はティーズ氏の口から臼歯を取り除いた。しかし、その臼歯はまるで巨大なシカの角（枝角）のように見えた。（各々の先端（臼歯の根元）が血の赤色で本体は白い。）ティーズ氏は、彼の淫らな想像力の対価を支払った。